# ポルトパーロ・ディ・カーポ・パッセロ
ポルトパーロ・ディ・カーポ・パッセロ（イタリア語: Portopalo di Capo Passero, シチリア語: Puortupalu）は、イタリア共和国シチリア州シラクーザ県にある、人口約3,900人の基礎自治体（コムーネ）。

## 地理

### 位置・広がり
シチリア島南端のコムーネ。北にパキーノと接する。
ポルトパーロ・ディ・カーポ・パッセロの集落はコムーネ東部に位置し、海に面している。集落の沖にはカーポ・パッセロ島がある (it:Isola di Capo Passero) 。
シチリア島最南端の沖にコッレンティ島 (it:Isola delle Correnti) がある。